# Rhabdocaulon
Rhabdocaulon, biljni rod iz porodice usnača smješten u podtribus Clinopodiinae, dio tribusa Saturejeae, potporodica Nepetoideae.
Sastoji se od 8 priznatih vrsta, sve prisutne u Brazila, dvije u Paragvaju i jedna vrsta u Urugvaju i Argentini. Tipična je Keithia denutata Benth., sinonim za Rhabdocaulon denudatum. 
Kritično ugrožena vrsta prvi puta opisana kao Hoehnea grandiflora, , 2020. uključena je u rod Rhabdocaulon, kao Rhabdocaulon grandiflorum. 

## Vrste
1. Rhabdocaulon coccineum (Benth.) Epling
2. Rhabdocaulon denudatum (Benth.) Epling
3. Rhabdocaulon erythrostachys Epling
4. Rhabdocaulon gracile (Benth.) Epling
5. Rhabdocaulon grandiflorum (Funez & Hassemer) Bräuchler
6. Rhabdocaulon lavanduloides (Benth.) Epling
7. Rhabdocaulon stenodontum (Briq.) Epling
8. Rhabdocaulon strictum (Benth.) Epling

## Sinonimi
- Keithia Benth.; Labiat. Gen. Spec. 409 (1834), nom. illeg.